# Peeping Pete
Peeping Pete è un cortometraggio muto del 1913 prodotto, diretto e interpretato da Mack Sennett nel ruolo del titolo. Gli altri interpreti erano Roscoe 'Fatty' Arbuckle (che en travesti interpreta sua moglie), Ford Sterling, Nick Cogley, Beatrice Van, Charles Avery, Edgar Kennedy.

## Trama
Attraverso un buco nella recinzione, Pete, il guardone, spia la moglie del vicino che, scopertolo, lo insegue per tutta la città.

## Produzione
Il film fu prodotto dalla Keystone Film Company con il titolo di lavorazione The Peep Hole. Venne girato in Messico, a Tijuana.

## Distribuzione
Distribuito dalla Mutual, il film - un cortometraggio di 162,75 metri - uscì nelle sale statunitensi il 23 giugno 1913. Nelle proiezioni, veniva programmato con il sistema dello split reel, accorpato in un'unica bobina con un altro cortometraggio prodotto dalla Keystone, la comica A Bandit.
Il film è stato distribuito in Blu-ray Disc e DVD.